# Johan De Fré
Johan De Fré (Lokeren, 1952) is een Belgisch kunstschilder die in eerste instantie bekendheid verwierf met zijn stillevens. Zijn schilderijen zijn veelal - geheel of ten dele - figuratief. Hij wil met zijn werk de toeschouwer te beroeren, los van handtekening of uitleg.

## Jeugd
De Fré speelde als kind al voor schilder. Een idee dat hem was bijgebleven nadat hij tijdens een vakantie in Knokke-Heist (destijds Heist-aan-zee) kreeg bij het zien van een schilder met witte besmeurde stofjas en de obligate baret die op de dijk, op een ladder stond en vandaar schilderijen maakte, uitziend over de zee, schilderijen met… bomen. Fantastisch maar voor hem onbegrijpelijk.
Terug thuis, in Zwijndrecht werd het vissers-klapstoeltje van de buurman en een aftands boekentasje met papier en kleurpotloden gebruikt om vanop het afgesloten koertje de omgeving te tekenen: de hoge kraan van de achterliggende bouwfirma, de achterliggende moestuin, het aquarium dat buiten op een rode ijzeren voet stond… En dan was er ook nog de tekening met het paard, een tekening die werd meegebracht uit de kleuterschool en die door moeder werd opgehangen aan de muur boven de eettafel. En dat wilde iets zeggen! Als eeuwige twijfelaar die altijd leefde met de wetenschap ‘kiezen is verliezen’ was er toch één zekerheid: de wil om schilder te worden.

## Artistieke carrière
Gepassioneerd en zonder specifieke opleiding ging De Fré van start door te schilderen met paletmes. Onderwerpen waren onder andere stadsgezichten uit het Antwerpse maar vooral landschappen van Linkeroever en het Waasland. Cyriel Coupé, zijn voormalig leraar esthetica en zelf dichter onder de naam Anton van Wilderode, gaf hem in die eerste artistieke jaren de noodzakelijke steun en begeleiding. Zijn uitspraak: “Werk maar voort, ge zult er wel komen.” was een gouden houvast. Op aangeven van Cyriel Coupé werd een eerste individuele tentoonstelling georganiseerd in het Sint-Jozef-Klein-Seminarie te Sint-Niklaas. Superior Daniël De Smet trad op als organisator van de tentoonstelling. Het succes van deze eerste tentoonstelling zorgde voor een nog grotere artistieke ijver om dan enkele jaren later vast te stellen dat een detaillistisch, perfectionistisch karakter niet echt samengaat met een paletmes als schildersmateriaal.
Zijn ondertussen overleden mentor en beste vriend Luc Roex, deed toen de uitspraak: "Je kan misschien wel schilderen maar hoe goed kan je tekenen?" Het was Luc Roex die er voor zorgde dat graficus Frank-Ivo Van Damme dat hiaat met raad en daad verhielp.
In 1992 sloot Johan De Fré aan bij de Nieuwe-Klassieke-Antwerpse-School. Op het atelier van Meester Willem Dolphyn werd naast de kennis van het artistieke liederlijke leven tevens de techniek van het fijnschilderen geperfectioneerd.
Van dan af aan ging het snel. Na enkele tentoonstellingen in culturele centra in Vlaanderen werd in eigen beheer een tentoonstelling georganiseerd in de North Sea Gallery te Knokke. Het succes van deze tentoonstelling was ook buitenlandse galerijen niet ontgaan. Er kwamen aanbiedingen voor tentoonstellingen in Zwitserland, Nederland, Luxemburg, Frankrijk en het VK.
Er werd samengewerkt met buitenlandse galerijen voor het organiseren van groeps- en individuele tentoonstellingen. Dit resulteerde in meer dan dertig “exhibitions” waaronder Galerie-Studio-Kei (Nederland), Gallery Oocker (Nederland), Le vieux Muguet (Loiret Frankrijk), Galerie Colette Dubois (Parijs) en vooral de Galerijen in Londen: W.H. Patterson Fine Art (nadien Gladwell & Patterson), Oakham Gallery en Panter & Hall Gallery.
De Britten smulden van het werk van Johan De Fré en zijn schilderijen werden wereldwijd opgenomen in kunstcollecties o.a. in Boston, New York, Hong Kong, Istanboel, Moskou, Melbourne en Abu Dhabi.

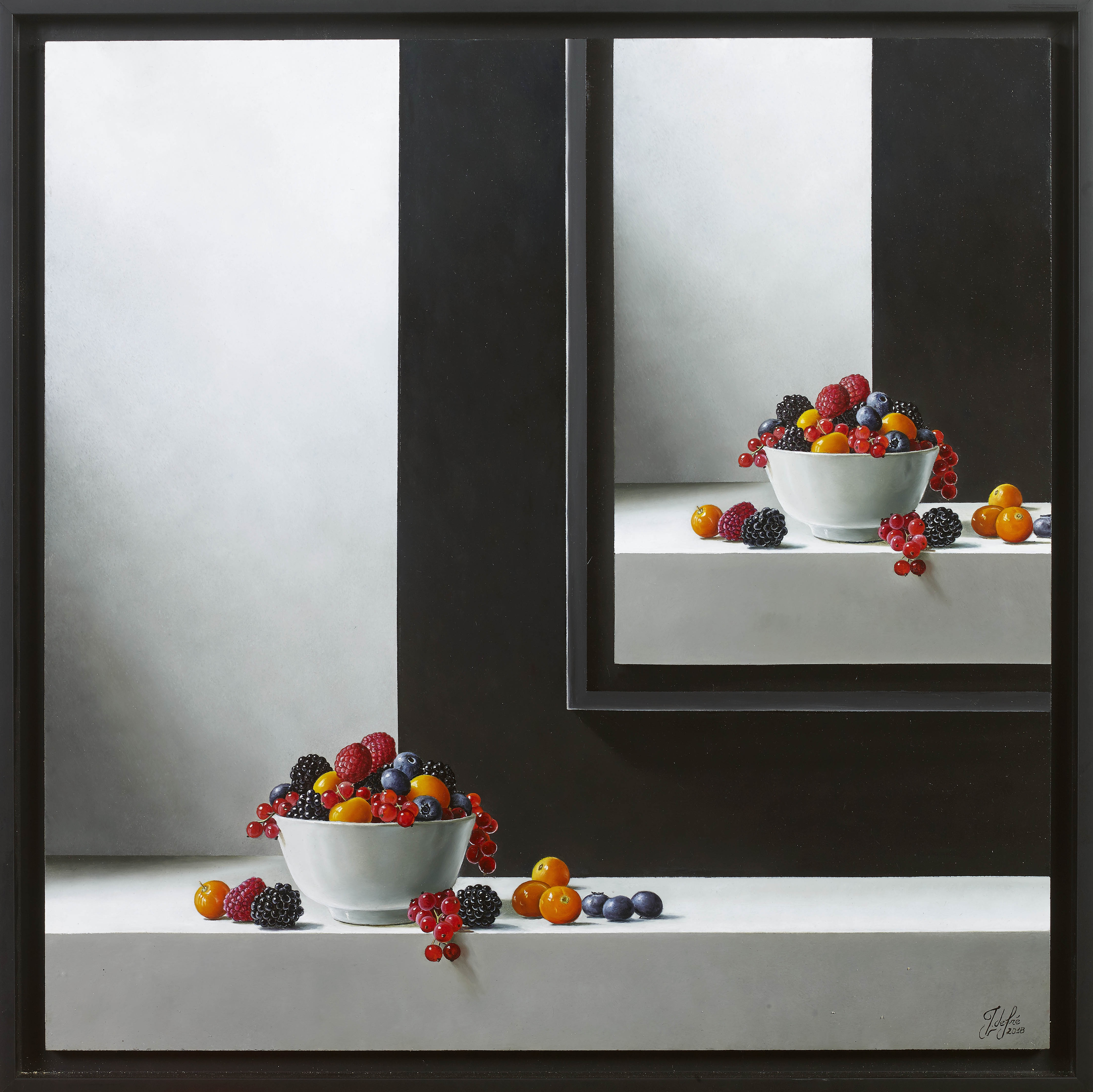
De Fre Black and White in Duplo

Als onderwerp voor die tentoonstellingen werd de eerste jaren veelal gekozen voor klassieke stillevens: antieke voorwerpen, chinees porselein en fruit. Geleidelijk aan werd het thema fruit meer en meer uitgepuurd en herleid tot een dikwijls zeer beperkt onderwerp. Johan De Fré noemt het een zoektocht naar de essentie van de dingen met de open vraag of het mogelijk is een schilderij te maken dat de toeschouwer beroert terwijl het slechts één appelsien voorstelt. Het spelen met licht zorgt er voor dat het werk realistisch geschilderd lijkt hoewel dat slechts ten dele het geval is. Details weergegeven op de juiste manier zorgt er voor dat de toeschouwer ontbrekende details niet mist en kunst zijn illusie viert. Een citaat van De Fré uit ‘Cherries & Berries’ Panter & Hall Gallery 2020 spreekt boekdelen: "I want to create paintings that, while still I hope beautiful, go beyond the soullessness of hyperrealism or the simple reportage of a photograph."
Johan De Fré toont dat de kunstenaar de wereld puur en mooi maakt middels een prachtig evenwichtige compositie, een sprekende kleurenpracht, een accurate toonwaarde, de superbe stofuitdrukking en de voor hem zo typerende sublieme reflecties en glanzende oppervlakken. De vruchten of voorwerpen op de stillevens maken het de toeschouwer mogelijk om het wezen van de dingen te zien door hun verschijning heen. “Perfection consists not in doing extraordinary things, but in doing ordinary things extraordinarily well “ (Angelique Arnauld).

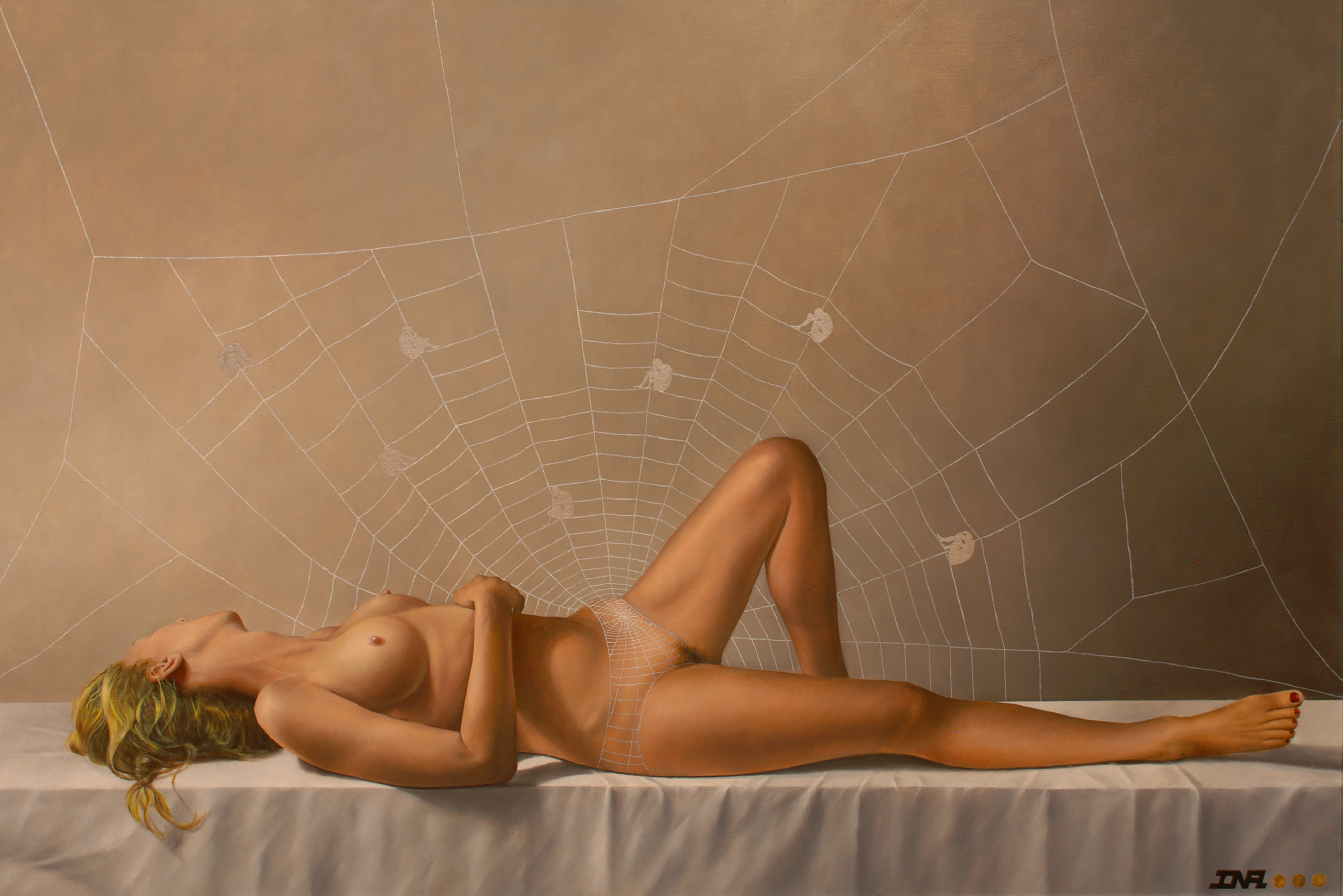
the spider

In 2012 en volgende werd het DNA project gerealiseerd. Samen met zijn beste vriendin, Nadine Lundahl, werd een reeks naakten geschilderd op groot formaat. Trouw aan het motto "een schilderij moet beroeren los van handtekening of uitleg" werden deze werken niet ondertekend maar voorzien van een logo waarbij de beginletters van de namen van de werkende kunstenaars werden verweven en gevolgd door drie gouden vingerafdrukken van de artiesten en het model. Het project kreeg de titel ‘The Immortal’. Zoals de artiesten aangeven: "The exhibition ‘The Immortal’ wants to be a tribute in a pure almost sacral way to natural beauty."

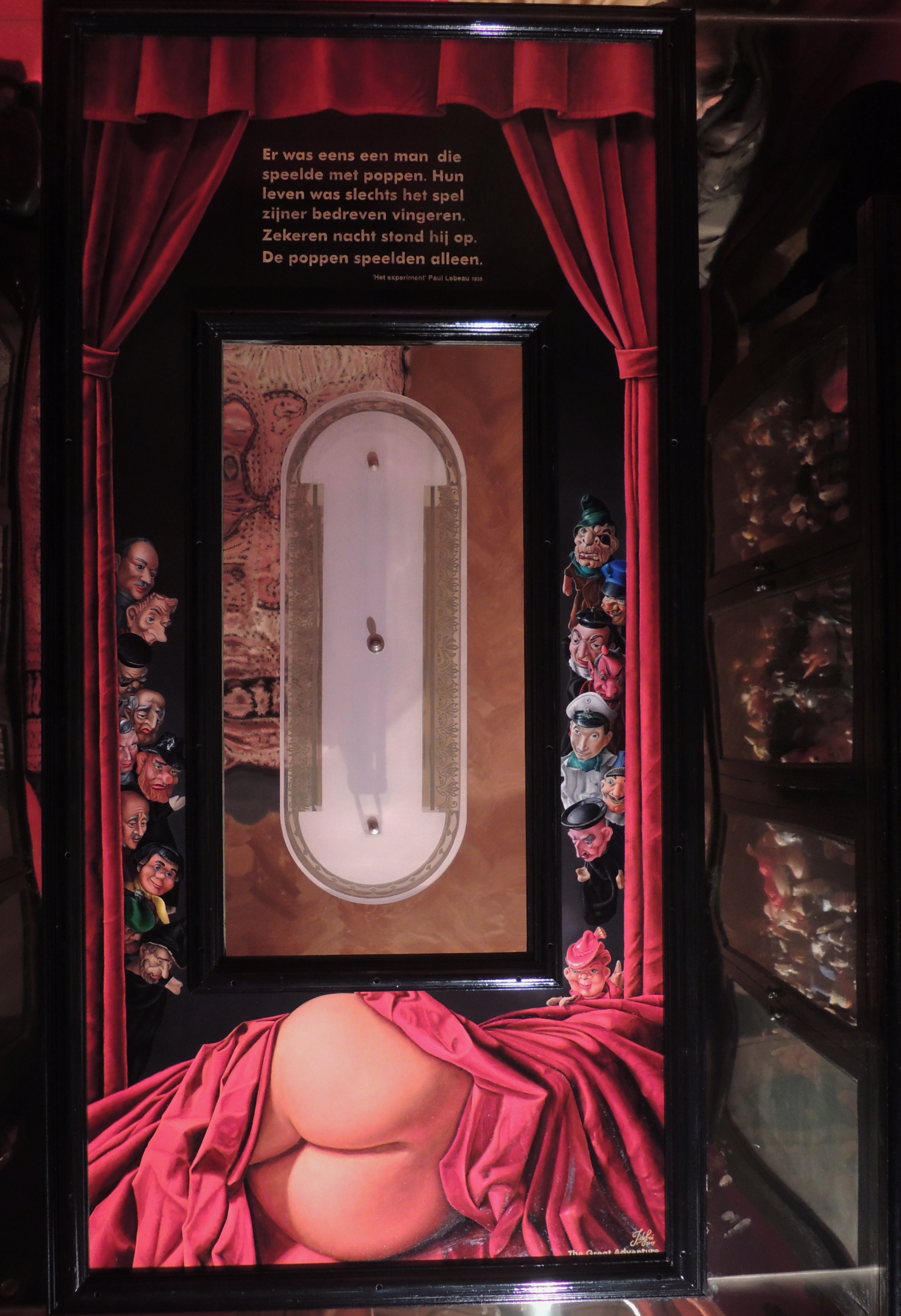
Plafondschilderij poppenkamer 'Er was eens een man'

Naast bowls en fruit duiken er in de schilderijen van Johan De Fré ook regelmatig poppenkastpoppen op. Het idee dat de wereld een poppenkast is en de ingepompte schrik voor duivels die telkens weer opdoken in de poppenkast van zuster Sylvana in de kleuterschool te Zwijndrecht werd omgezet in een verzamelwoede van poppenkastpoppen. Een collectie van meer dan 1500 geklasseerde en in glazen kasten geëtaleerde poppen is het voorlopig resultaat. Voor het plafond van die kamers werd een groot schilderij ontwikkeld: ‘The Great Adventure’. Het werk stelt op groot formaat de perfecte vrouwelijke vormen voor die worden begluurd door een collectie van poppenkastpoppen (koningen, prinsen, rovers, agenten, advocaten en rechters). Het werk vermeldt in gouden letters een citaat uit Het Experiment van Paul Lebeau 1936: “Er was eens een man die speelde met poppen. Hun leven was slechts het spel zijner bedreven vingeren. Zekeren nacht stond hij op. De poppen speelden alleen.”

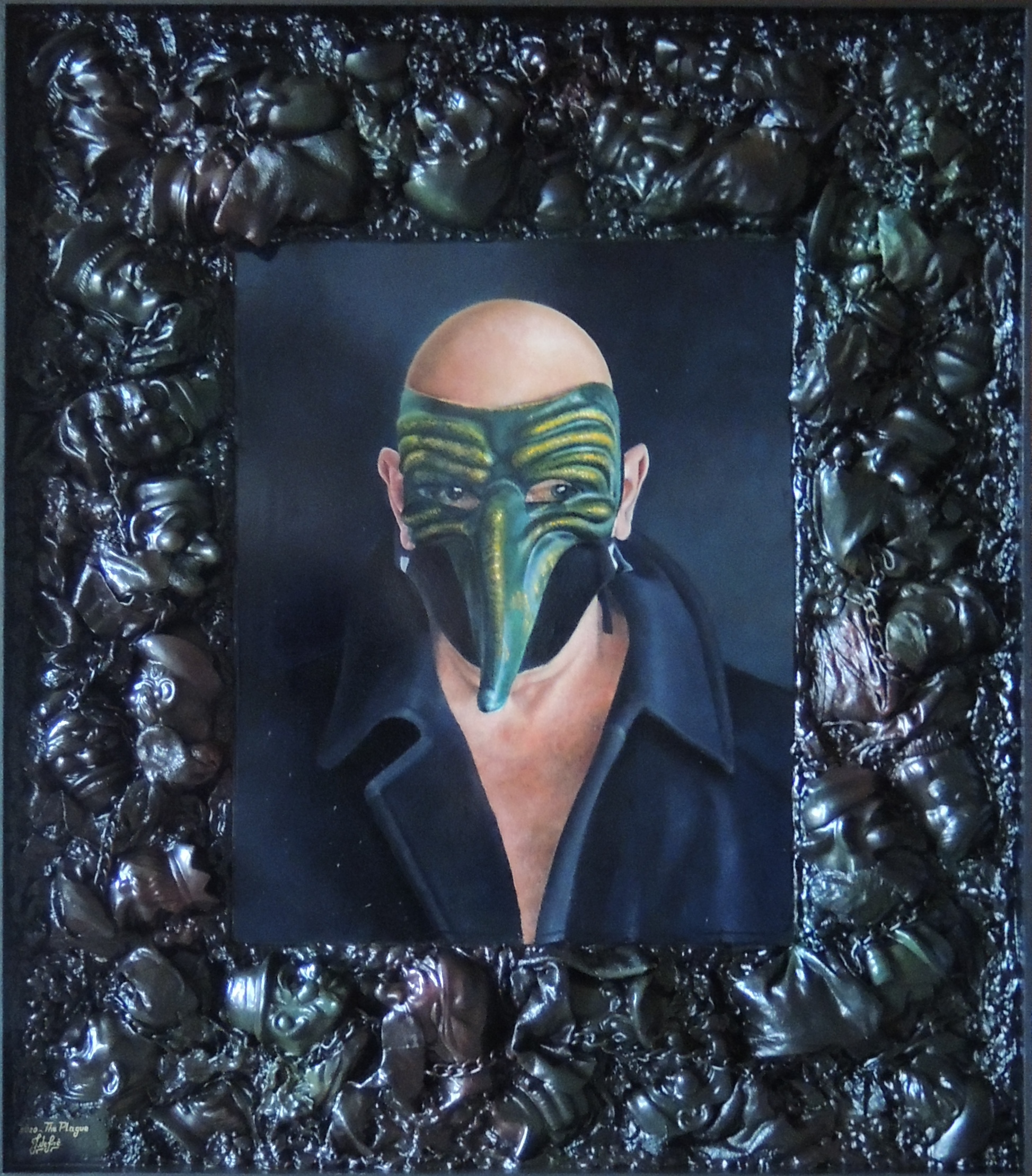
The Plague

Vanaf 2015 krijgt het artistieke werk van Johan De Fré een extra dimensie. Niet alleen werd er gewerkt voor de tentoonstellingen in Londen maar daarnaast werden er ‘deconstructies’, een combinatie van afbraak en opbouw, gemaakt. Eerdere schilderijen werden verzaagd en de stukjes kregen een nieuwe bestemming. Dat kan een gedeeltelijk opgebouwde puzzel opleveren zoals in ‘De geverfde muur’, een werk dat staat opgesteld te Antwerpen bij Lantis. Die techniek kan ook resulteren in een hoop van in oorsprong 866 blokjes uit verschillende schilderijen als onderdeel van de deconstructie ‘The End-Game’. Ook de poppenkastpoppen vinden in deze deconstructies hun plaats, zoals in The Plague uit 2021. Dit werk is een gemaskerd zelfportret omgeven door Covid-vrezende poppen, geketend en netjes met handjes voor de mond. Het lijkt of de artiest wil verwijzen naar Albert Camus die met zijn meesterwerk “De pest” uitdrukking wilde geven aan de verstikking waaraan wij allen lijden en aan de sfeer van bedreiging en verbanning waarin wij leven.
In 2020 werd Johan De Fré door GD&A Advocaten uitgenodigd voor een overzichtstentoonstelling in Huis Thuysbaert in zijn geboortestad Lokeren. Gezien het grote succes werd de tentoonstelling verlengd tot augustus 2021. De laatste woorden van Johan De Fré bij het einde van de tentoonstelling : “Hier ben ik een leven geleden vertrokken. Hier ben ik teruggekeerd. De cirkel is rond.”

## Curatorschap
In 2021 trad Johan De Fré op als curator voor de tentoonstelling ‘Terugblik’ in Huis Thuysbaert van beeldhouwer Adi Verbeke.
Hij werd tevens aangesteld als curator voor de daaropvolgende tentoonstelling ‘Lux-Aeterna’ van schilderijen van Ellen-Marie Moysons.

## Publicaties en drukwerk
- Recent Still Life Paintings, 2008
- Reflections, 2009
- Still Life Interpretations, 2010
- Still Life in Detail, 2011
- Fragile, 2012
- After the Storm, 2014
- Mixed Fruit, 2016
- The Immortal - Gelimiteerde oplage, 2017
- Black & White, 2018
- Cherries & Berries, 2020
- The Endgame, 2020
- De Fré meets Magritte (onder invloed) - Gesigneerde en genummerde oplage, 2023